# Brooks Nader
Brooks Claire Nader (Baton Rouge, Luisiana, 7 de febrero de 1997) es una modelo estadounidense. Se convirtió en modelo del número de trajes de baño de Sports Illustrated tras ganar el Swim Search de 2019, y apareció en la revista en 2020, 2021 y 2022. En 2023, Nader se convirtió en la chica de portada de la revista.

## Primeros años
Nader nació y creció en Baton Rouge, Luisiana. Es la mayor de cuatro hijas. Su abuelo, Sam Nader, es director deportivo adjunto de los LSU Tigers. Tiene ascendencia parcialmente libanesa. Nader se graduó de la Escuela Episcopal de Baton Rouge en 2015 y pasó a asistir a la Universidad Tulane.

## Carrera
En 2018, Nader tuvo un papel menor, como Orderly Lisa, en la película de acción criminal Backtrace.
En 2019, Nader ganó el casting abierto Swim Search 2019 para ser fotografiada como modelo del número de trajes de baño de Sports Illustrated, superando a 10.000 aspirantes. Desde entonces, volvió a aparecer en la revista en 2020, 2021 y 2022 y desfiló en desfiles de moda durante la Miami Swim Week. En 2023, fue portada de la revista junto a Kim Petras, Megan Fox y Martha Stewart. James Macari la fotografió en la República Dominicana para la portada. Nader es la segunda exalumna de Swim Search que aparece en la portada de Sports Illustrated Swimsuit Issue, después de Camille Kostek en 2019.
Lanzó una colección de joyas con la marca Electric Picks. Creó una marca de diseño de interiores y decoración del hogar llamada Home by BN.

### Dancing with the Stars
En septiembre de 2024, Nader fue anunciado como una de las celebridades que competirían en la temporada 33 de Dancing with the Stars. Formó pareja con Gleb Sávchenko y terminaron en noveno lugar.

## Vida personal
Nader estaba casada con Billy Haire y vivía con él en Nueva York. Brooks y Billy se divorciaron tras cuatro años de matrimonio en 2022.

## Filmografía
| Año  | Título                 | Papel        | Notas                          |
| ---- | ---------------------- | ------------ | ------------------------------ |
| 2018 | Backtrace              | Orderly Lisa | Película                       |
| 2024 | Dancing with the Stars | Ella misma   | Concursante de la temporada 33 |